# Град приречений
«Град прире́чений» (рос. Град обреченный) — роман Аркадія і Бориса Стругацьких 1972-го року, опублікований у 1988–1989 роках.
«Град прире́чений» є одним з найбільш філософських творів авторів.

## Історія створення
Автори використали назву твору з однойменної картини Миколи Реріха.  За їхніми словами, ця картина вразила їх «своєю похмурою красою та відчуттям безнадійності, що виходили з неї».
Ідея «Граду» виникла у 1967 р. під час роботи над «Казкою про Трійку». Як зазначає Борис Стругацький: "вже важко встановити, яким був первинний задум, і він швидше за все був дуже несхожий на остаточну версію". Робочі назви роману — «Новий Апокаліпсис» та «Мій брат і я» (що свідчить про первинну автобіографічність задуманого твору). Роман був написаний в шість заходів протягом двох з чвертю років. Офіційна дата його завершення — 27 травня 1972 року. Проте, публікація тексту була здійснена пізніше, що пов'язано з його політизованістю. Вперше розділи з роману публікує журнал «Радуга» — з січня по квітень 1987 року.  Потім роман публікується в журналі «Нева» — у вересні-жовтні 1988 р. і в лютому-березні 1989 р. У 1989 р. роман виходить окремим виданням.
За словами Б. Стругацького, завданням роману було показати, як «під тиском життєвих обставин кардинально змінюється світогляд молодої людини: вона переходить з позиції затятого фанатика в стан людини, яка ніби витає у безповітряному ідеологічному просторі без будь-якої опори під ногами».

## Дійові особи

### Андрій Воронін
Країна «вилучення»: Союз Радянських Соціалістичних Республік (Ленінград).
Рік «вилучення»: 1951. Вказано в роздумах після суперечки з товаришем Дональдом.
Професія до «вилучення»: астроном.
Майже вся оповідна лінія будується навколо Андрія Вороніна. Це людина, яка являє собою зразок виховання сталінської епохою та багато що намагається перевести на комуністичну основу, її світогляд постійно витримує випробування новим, незрозумілим оточенням.

### Дональд Купер
Країна «вилучення»: Сполучені Штати Америки.
Рік «вилучення»: 1967.
Професія до «вилучення»: професор соціології.
Постає перед читачем похмурою людиною, в якій явно відчувається сильний внутрішній перелом. Раніше  професор був веселим, товариським, ніколи не сумував.
Накопичену розгубленість від перебування в Місті він намагається не показувати, зовні його поведінка показує сильну особистість.
Це виявляється і в його манері водіння, і в звичці носити з собою зброю, хоча в Місті це категорично заборонено, зброєю володіють тільки злочинці.
Неможливість адаптації приводить його до самогубства.

### Йосип (Ізя) Кацман
Країна «вилучення»: Союз Радянських Соціалістичних Республік (Ленінград).
Рік «вилучення»: 1968.
Професія до «вилучення»: невідома
Описується, як «скуйовджений, товстий, неохайний і, як завжди, неприємно життєрадісний». Незважаючи на свою гротескність, шумність, неохайність та безперервне іронізування над всім і вся — здається, найрозсудливіша людина у всьому Місті.
Проводить самостійні пошуки пояснень того, що відбувається, для цього регулярно йде за околицю, на північ, щоб проводити дослідження, відшукувати записи про минуле. Дуже начитана й інтелектуальна особистість.

### Кенсі Убуката
Країна «вилучення»: Японія, (Окінава).
Рік «вилучення»: приблизно після капітуляції Японії у війні (згадуються «марш смерті» на Філіппінах і вироки японським військовим).
Професія до «вилучення»: літпрацівник у видавництві «Хаякава». Кенсі Убуката в романі Стругацьких — друга приречена особистість після Дональда Купера. «Dura lex sed lex» — ось основний стрижень громадянського самовизначення героя. Непідкупність, дотримання принципів законності зумовлять Кенсі безглузду й невідворотну смерть від кулі рядового чинуші.

### Сельма Нагель
Країна «вилучення»: Швеція.
Рік «вилучення» не згадується.
Професія до «вилучення»: Повія.
Живучи з Андрієм, Сельма веде себе досить розпусно, Андрія це дратує. Пізніше, вона змінює свої життєві переконання, і стає більш розсудливою жінкою, згодом дружиною пана Радника Президента (Андрія).

### Ван
Країна «вилучення»: Китай.
Рік «вилучення»: не згадується.
Професія до «вилучення»: швидше за все — видатний політичний діяч, згодом розжалуваний, можливо, навіть втік у Місто від репресій.
Ван символізує людину, яка втомлена від влади і відповідальності, людину, що шукає спокій.
«Ван знайшов спокій» — говорить Вороніну Наставник, коли Вану вдається залишитися на своїй улюбленій роботі — посади двірника.

### Давидов Юрій Костянтинович
Країна «вилучення»: Союз Радянських Соціалістичних Республік, село десь біля Вологди та Череповця.
Рік «вилучення»: 1947.
Професія до «вилучення»: колгоспник, житель села. Під час німецько-радянської війни був танкістом.
Безперечно сильна особистість, загартований пройденою німецько-радянською війною, і споконвічно мужицьким, сільським вихованням, сприймаючи себе, як годувальника «міських дармоїдів».
Нічого не боїться, покладаючись на свою силу, вміння дати відсіч.
Завдяки своїй щедрості та стильності швидко стає своїм у будь-якій компанії.
Прихильник «фермерської вольниці», що є повною протилежністю радянському післявоєнному селу, в якому окрім безвихідності нічого не бачив.

### Фрідріх (Фріц) Гейгер
Країна «вилучення»: німецька провінція Східна Пруссія, десь під Кенігсбергом.
Рік «вилучення»: очевидно 1945, так як потрапляє в Місто з полону після взяття радянськими військами Кенігсберга (9 квітня).
Професія до «вилучення»: військовий, унтер-офіцер вермахту.
Надзвичайно сильна особистість, однак з виховання і світогляду — «двійник» Андрія.
Весь невикористаний потенціал він застосовує на захоплення влади, і, зрештою, стає Президентом Міста.

### Отто Фріжа
Країна «вилучення»: німецька провінція Східна Пруссія.
Рік «вилучення»: 1945.
Професія до «вилучення»: єфрейтор вермахту.
Ідеальний виконавець, при цьому — слабка особистість, приречена перебувати в тіні лідера. Це не завадило йому зробити кар'єру при правлінні Гейгера.

### Чачуа
Країна «вилучення»: Союз Радянських Соціалістичних Республік.
Рік «вилучення»: не згадується.
Професія до «вилучення»: не згадується.
"…величезний, розжирілий кавказець, майже без чола, але зате з гігантським носом … "
Автори описують Чачуа як життєрадісного кавказця (імовірно грузина за національністю) якому не чужі всі радощі «кавказької життя» (веселі застілля, вино, шашлики, лезгинка, пишні жінки і под.). У другій частині Чачуа — слідчий, один з найкращих у відділі, який веде справу «Падаючих Зірок».

## Основні особливості описуваного світу
На самому початку, відбувається знайомство читача з головними героями твору. Це коло знайомих, які в кожній новій частині твору постають перед нами в новій якості, в певному розвитку своїх взаємин і уявлень про навколишній світ.
Дія відбувається в деякому Місті. Всі люди, які живуть в ньому залучені в довгостроковий Експеримент, про початок, суть та умови якого немає ніякої інформації. Більшість з того того, що відбувається навколо, герої пояснюють фразою: «Експеримент є Експеримент». Проте однією з найпопулярніших тем у розмовах все одно залишається спроба зрозуміти, що з себе представляє Місто, в якому часі і просторі воно знаходиться і за якими законами розвивається. Так, Ступальський вважає, що Місто — це Пекло, з чим, втім, не згоден Ізя Кацман. Проти цієї версії говорить і наявність на Півночі «острівців раю»: Кришталевий палац і Павільйон.
У Міста є ряд цікавих властивостей:
- Місто в романі описане, як таке, що йде з півночі на південь між проваллям і Жовтою стіною. За південь умовно приймається сторона простору, спрямована до Сонця. На півночі, за Містом, розташовуються безлюдні руїни, так як там майже відсутня вода. Цей факт свідчить на користь штучної природи Міста, нормальне життя можлива тільки там, де існують справні комунікації. На півдні — навпаки, висока вологість, там розташовані фермерські господарства та болота. Що знаходиться на південь від фермерських угідь та боліт — невідомо.
- Сонце в романі вмикають і вимикають, як якийсь велетенський світильник. Ось як описується ввімкнення:

"Насилу утримуючись на ногах, щохвилини хапаючись за сусідів, Андрій, вивернувши шию, спостерігав, як на своєму звичайному місці повільно розгорається малиновий диск. Спочатку диск тремтів, немов пульсуючи, стаючи все яскравішим і яскравішим, наливався помаранчевим, жовтим, білим, потім він на мить згас і зараз же спалахнув у всю силу так, що дивитися на нього стало неможливо."
- Всі жителі Міста отримують призначення на професію за допомогою розподільчої машини, яка не враховує отриманої спочатку освіти і переваг конкретної людини. Так основні герої в першій частині постають перед нами в ролі сміттярів, потім вони отримують інші, відмінні від справжньої, професії.
- Хоча більшу частину приросту населення забезпечує прибуття новачків з Землі, в місті вже народилися «кілька десятків тисяч чоловік».
- У кожного жителя є свій Наставник, роль якого полягає скоріше в допомозі в адаптації до нових умов життя. Наявність Наставника не ховається, але спілкування з них відноситься до сфери інтимного. Наставники не розкривають секретів Міста і Експерименту. Ймовірно, Наставник не є окремою особистістю від підопічного, так як в передостанньому розмові зі своїм Наставником Андрій каже йому: "підтакує багато, пан Наставник. Надто вже безпардонно підтакує мені, пан Воронін-другий, совість моя жовта, гумова, використаний ти презерватив. .. Усе тобі, Воронін, гаразд, все тобі, рідний, добре."
- Час від часу в Місті починаються якісь глобальні процеси, що зачіпають все населення. Природа і зміст їх так само незрозумілі. Наприклад, це ерозія будівель або перетворення води в жовч, що трапилися ще до появи в Місті головного героя Андрія Вороніна. У першій частині такою подією стає навала неймовірної кількості злісних, хуліганськи налаштованих павіанів, що вносять в розмірений хід життя велику частку Хаосу. На півночі, куди герої відправляються в останніх частинах, переважають лякаючі явища — люди з відрізаними язиками, зачинившись в своїх квартирах та громадяни, які померли від голоду, статуї, що рухаються і інші дивні речі.
- Всі герої твору потрапляють до Міста з різних країн і різного часу. Одна з умов «переїзду» — потрапляння людини в складну життєву ситуацію, що приводить його в розпач: полон, бідність, розруха в країні, складна політична ситуація, переслідування.
- Всі жителі Міста говорять однією мовою і вільно розуміють один одного. При цьому кожен впевнений, що розмовляє на своїй рідній мові.
- За межами Міста зустрічаються незвичайні форми життя. Так, на болотах живуть «краснухи», в період гону докучають фермерам, а в пустках на півночі мешкають «акулячі вовки».

## Книга перша

### Частина перша. Сміттяр
Часові рамки першої частини твору обмежені однією добою.
Спочатку ми бачимо Андрія і Дональда, вночі, які спочатку нового дня збирають сміттєві баки біля будинку, де двірником працює Ван. З'являється Кенсі Убуката, поліцейський, він приводить із собою новеньку, Сельму Нагель, якій треба отримати ключ від наданої їй квартири.
Потім Андрій і Дональд їдуть на околицю Міста, на імпровізоване звалище, влаштоване серед руїн нежитлової його частини. Очікування своєї черги на розвантаження баків переривається зустріччю з Ізей Кацманом, теж сміттярем. Поява Кацмана, життєрадісного й іронічно налаштованого по відношенню до навколишнього світу, викликає суперечку про необхідність такої посади, як обліковець сміття на звалищі.
В цей час починається нашестя павіанів, на людей сиплються купи сміття, в темряві, ніхто не може розібратися що відбувається, а крики: «Дияволи!» допомагають паніці розростися до неймовірних масштабів. Тільки мало хто розуміє, що відбулося насправді, але ніхто не розуміє, як з цим нашестям боротися. Андрій і Дональд повертаються до Міста, втративши сміттєві баки. Андрій встигає звернути увагу на те, що на початку метушні Дональд розстрілює мавп з пістолета, і починає від нього вимагати добровільної явки з повинною в мерію — адже добропорядний громадянин не може мати зброї, навіть поліцейським заборонили її носити "у зв'язку з випадками нападу гангстерів на поліцейських з метою захоплення зброї".
У Місті кипить паніка. Перед мерією метушаться чиновники, жителі в спідній білизні вимагають пояснень. Андрій з гіркотою розуміє, що багато хто відразу, з ходу визначає своє місце в новій ситуації, що склалася. Потрапивши в мерію, в одному з кабінетів Андрій зустрічає Наставника, переконливого і дещо приганьблюючого молодого чоловіка — Дональд не гангстер, в цей момент він збирає загін добровольців для боротьби з мавпами, а пістолет виміняв на чорному ринку, тому що звик ходити зі зброєю в кишені. Потім Наставник закликає Андрія до дії і відправляє на вулицю.
На площі він спостерігає спроби Фріца Гейгера організувати свій загін самооборони, необхідність в якому відпадає сама собою: починається новий день, павіани розсілися по дахах і зайнялися своїми мавпячими справами, а жителі, озброївшись хто віником, хто палицею, вирушають у своїх справах.
Тут відбувається знайомство Андрія з прибулим до Міста для торгівлі фермером Давидовим. Спочатку назріває конфлікт з безпосередньою участю Фріца Гейгера через те, що Давидов збирається застосувати для розгону павіанів кулемет кустарного виробництва, виготовлений міськими умільцями в обмін на продукти. Поступово Андрій розговорився з фермером, зрозумівши, що вони земляки і перейнявшись до нього почуттям зворушеної радості, запрошує до себе в гості.
Прийшовши додому, Андрій робить генеральне прибирання і засинає. Будить його завітавша Сельма Нагель. Андрій, пам'ятаючи про те, що вона новенька, «розпушує хвіст» і намагається завести з нею знайомство. Розмова будується на протиставленні «дріб'язкових» інтересів Сельми, засмученою відсутністю звичних розваг і вже встигла занудьгувати в Місті, і спробі Андрія переконати жінку у необхідності почати роботу з перевиховання в добропорядного жителя Міста.
О сьомій годині вечора починається традиційний збір. Першим у гості приходить Ізя, який негайно заволодів інтересом Сельми. Він також приносить новину про те як буде відбуватися боротьба з мавпами.
Таким чином Місто постає перед читачем надзвичайно гнучкою структурою, такою, що миттєво відгукується на всі негаразди.
Наступними з'являються Фріц Гейгер і його «особистий дружок» Отто Фріжа, який вже третій день працює помічником міністра професійної підготовки. Отто тримається з Фріцем улесливо, позначається різниця в чинах в минулому житті, але і у відносинах з сторонніми людьми він легко і охоче приймає роль мовчазного виконавця. Розуміючи, що в будинку немає нічого їстівного, Андрій збирає з друзів гроші і відправляється з Отто в крамницю німця Гофштаттера, що являє собою якусь суміш зеленої і бакалійної. Зовні лавка являє собою жалюгідне видовище, але для «справжніх німців» в ній «знаходяться» практично всі необхідні продукти першої свіжості.
Удома Андрій виявляє, що до компанії приєднався фермер Давидов — «дядя Юра» — і Кенсі. З дядьком Юрою в будинку з'являється величезна кількість сільського самогону і пара мішків картоплі — своєрідний гостинець гостинного господаря будинку. Останнім приходить Ван. Читач вже розуміє до цього моменту, що Ван — це скромність, зведена в ступінь: «Перед ним стояла сама маленька тарілочка з маленьким шматочком і лежала найбільша щербата виделка, а келих для перваку він узяв собі з відбитим краєм». Коли вимикають Сонце, вся компанія вже досить захмелів починає розмови за столом, які перемежовуються танцями під патефону, залицяннями до єдиної жінки — Сельми і тим, що Андрій так любив у цих зборищах — суперечками.
Говорять про павіанів, про рішення мерії надіти на них нашийники і роздати громадянам, про постійні кардинальні зміні професій, про причини, що спонукали кожного переїхати до Міста, і, звичайно, про суть і сенс Експерименту. Поступово захмелілі друзі переходять від суперечок до застільному співу, дехто засинає.
Закінчується все новиною про те, що Дональд Купер застрелився.

### Частина друга. Слідчий
У другій частині професія головного героя Андрія Вороніна — слідчий. Перша глава починається з епізоду, в якому Андрій проводить допит підозрюваного Пітера Блоку, по кличці Копчик. Копчик, судячи з усього, досвідчений злочинець і з легкістю відбивається від запитань недосвідченого слідчого Вороніна.
До кабінету заходить старший слідчий Фріц Гейгер, якому Шеф (Мартінеллі) доручив забрати у Андрія справу «Чорних сороконіжок». Андрій «скаржиться» Гейгеру на незговірливість і відмагання Копчика. Фріц береться допомогти Андрію і демонструє на практиці застосування заходів тиску на підозрюваних, б'ючи Копчика і згадуючи свою службу в Гестапо. У цей момент дзвонить телефон і Андрія викликає до себе Шеф.
Шеф (Мартінеллі) розпікає Андрія за відсутність успіхів у розкритті справ, яких у Андрія вже вісім (і тільки три закритих). Незважаючи на відсутність успіху, Мартінеллі хвалить Андрія за старанність і за правильне ставлення до Експерименту. Шеф вимагає від Андрія відкласти всі справи і впритул зайнятися найважливішим — справою про «Червоний Будинок». У рамках цієї справи розглядаються випадки зникнення людей після того як вони, за свідченнями очевидців, заходили в дивну Червону будівлю. Причому будівля володіє незрозумілими властивостями і переміщається по місту, з'являючись у різних його місцях.
Шеф робить акцент на тому, що в цій справі багато неперевірених чуток, і сам факт існування будівлі ніким ще не підтверджений. За його версією — має місце змова з метою створити напружену обстановку в Місті і дестабілізувати розвиток Експерименту. У цій розмові Андрій вперше дізнається про існування якогось Антігорода.
У розмові Мартінеллі згадує знайомого Андрія — Йосипа (Ізя) Кацмана, який двічі був помічений близько Червоної Будівлі, а один раз помічений виходять з нього.
Також Шеф пропонує Андрію ознайомитися зі справою «Падаючих Зірок», припускаючи, що між цими двома справами є якийсь зв'язок.
Андрій повертається в свій кабінет, Гейгер вже закінчив допит з пристрастю і перегортає справи Андрія. Андрій дорікає Фріца в незаконному застосуванні насильства відносно підслідних, на що Гейгер пропонує Андрію в розмові з підозрюваними згадувати що він, нібито, працював у ЧК або ГПУ.
Після відходу Гейгера Андрій складає план розслідування справи про Червоний Будинок. Основна ідея плану провести повторні допити свідків, які розповідали про Червоний Будинок, і виявити джерела чуток. Андрій виписує повістки на виклик свідків і дає вказівку черговому: «негайно доставити» (судячи з тексту час вже пізній).
Андрій направляється до слідчого Чачуа, щоб ознайомитися зі справою «Падаючих Зірок». Чачуа, колоритний кавказець, пропонує Вороніну забрати справу собі. Андрій знайомиться з матеріалами справи.

### Частина третя. Редактор
У третій частині Воронін займає пост головного редактора однієї з п'яти міських газет — «Міської газети».
У момент описуваних подій в Місті вже дванадцять днів «тьма єгипетська» — Наставники вимкнули Сонце або воно зламалося. З боліт в Місто з'їжджаються Фермери.
У Андрія і Кенсей відбувається суперечка з цензором Папрікакі.
Воронін відправляється в мерію. На площі перед мерією він зустрічає Юрія Давидова. Потім Андрій заходить в мерію. Незабаром починається штурм мерії незадоволеними городянами і фермерів, керує яким Фріц Гейгер. Андрія жорстоко б'ють вороги. Його привозять додому, потім разом з дядьком Юрою, Сельмой і Стасем Воронін їде до редакції своєї газети, щоб знищити архіви. По дорозі вони бачать, що в Місті повним ходом йде різанина, «фашистський переворот», як його називає Кенсей Убуката. На небі знову спалахує Сонце, яке, виявляється, було зламано.
Приїхавши до редакції, за допомогою товаришів Воронін встигає знищити архів якраз до появи в газеті представників «нової влади». Відбувається бесіда Андрія з Ізей Кацманом про Фріц Гейгера. Потім до редакції з листом від Гейгера заявляється у супроводі озброєних людей молодший ад'ютор Раймонд Цвірік. В ході суперечки Цвіріка з Кенсей останній гине від пострілу з пістолета.

## Відгуки інших письменників
- У романі, кажучи словами Михайла Амусина, зроблено спробу "побудувати динамічну модель політичну свідомість, типову для найширших верств нашого суспільства, простежити її долю на тлі мінливої соціальної реальності, досліджувати різні фази його «життєвого циклу», і зокрема, драматичного переходу мислячих радянських людей від позиції фанатичної віри в комуністичні ідеали до умов ідеологічного вакууму, характерного для цілого покоління " .
- Сергій Чупринін писав: "Ці чуйні до вимог дня письменники б'ють в одну і ту ж точку. Недарма доводять, що неприпустимі, морально злочинні експерименти над людиною і суспільством, навіть якщо експериментатори проваджені самими начебто добрими намірами … Недарма, не боячись повторитися, переконують, що добро, поріднившись з насильством, неминуче перероджується в зло — і тим небезпечніше, що воно-то як і раніше вважає себе добром …

## Премії
- Бєляєвська премія, 1990 в категорії «Фантастична книга»
- Велике Кільце, 1989 в категорії «Велика форма»